# America, America (film)
Pour les articles homonymes, voir America, America.
Pour plus de détails, voir Fiche technique et Distribution.
America, America est un film américain réalisé par Elia Kazan, sorti en 1963.

## Synopsis
Stavros est un Grec cappadocien qui vit en Anatolie à la fin du XIXe siècle dans des conditions misérables, à transporter de la glace de la montagne pour la vendre au village. 
Comme tous ses coreligionnaires chrétiens, il subit l'oppression des Turcs musulmans, qui gouvernent l'Empire ottoman. La tension atteint son paroxysme quand ces derniers se livrent à un véritable pogrom ciblé dans son village contre les Arméniens.
Dès lors, Stavros, dont l'ambition d'émigrer vers l'Amérique est en germe, passe à l'action et entame le long et dangereux périple jusqu'à Constantinople dans l'espoir d'embarquer sur un bateau à destination de New York.

## Fiche technique
- Titre : America, America
- Titre original : America, America
- Réalisation : Elia Kazan
- Assistant-réalisateur : Charles H. Maguire
- Scénario : Elia Kazan d'après son roman homonyme autobiographique, publié en 1962 par Popular Library à New York
- Production : Athena Enterprises ( Elia Kazan), Warner Bros.
- Producteur : Elia Kazan
- Producteur associé : Charles H. Maguire
- Musique : Mános Hadjidákis (Editions musicales Stanley Buetens)
- Photographie : Haskell Wexler
- Cameraman : Harlowe Stengel
- Assistant opérateur : Ralph Gerling
- Costumes : Anna Hill Johnstone
- Montage : Dede Allen, assistée de Peter Grivas et Barry Malkin
- Son: Le Roy Robbins
- Distribution : Warner Bros. (aux États-Unis), Argos Films (en France)
- Pays de production : États-Unis
- Format : Noir et blanc
- Genre : Drame
- Durée : 168 minutes
- Dates de sortie : 
  - États-Unis : 15 décembre 1963
  - France : 16 juin 1964

## Distribution
- Stathis Giallelis (en) : Stavros Topouzoglou
- Frank Wolff : Vartan Damadian
- Harry Davis : Isaac Topouzoglou
- Elena Karam : Vasso Topouzoglou
- Estelle Hemsley (en) : La grand-mère Topouzoglou
- Gregory Rozakis : Hohannes Gardashian
- Lou Antonio : Abdul
- Salem Ludwig : Odysseus Topouzoglou
- John Marley : Garabet
- Joanna Frank (en) : Vartuhi
- Paul Mann (en) : Aleko Sinnikoglou
- Linda Marsh (en) : Thomna Sinnikoglou
- Robert H. Harris (en) : Aratoon Kebabian
- Katharine Balfour (en) : Sophia Kebabian

Non crédités:
- Giorgos Foundas
- Dimitris Nikolaidis (en)
- Dimos Starénios (el)

## Autour du film
- Au début du film, la voix off d'Elia Kazan informe les spectateurs que l'histoire du film est celle de sa famille : « My name is Elia Kazan, i'm a Greek by blood,a Turk by birth and American because my uncle made a journey » : « Mon nom est Élia Kazan, je suis Grec par les origines, Turc par la naissance et Américain parce que mon oncle a fait un voyage. »

## Récompenses
| Cérémonie                                              | Récompenses                                                                                   | Nominations |
| ------------------------------------------------------ | --------------------------------------------------------------------------------------------- | --- |
| Oscars du cinéma 1964                                  | Meilleure direction artistique : Gene Callahan                                                | - Meilleur film - Meilleur réalisateur : Elia Kazan - Meilleur scénario original : Elia Kazan |
| Golden Globe 1964                                      | - Meilleur réalisateur : Elia Kazan - Révélation masculine : Stathis Giallelis (en) (ex æquo) | - Meilleur film dramatique - Meilleur acteur : Stathis Giallelis - Meilleur acteur dans un second rôle : Paul Mann (en) et Gregory Rozakis - Meilleure actrice dans un second rôle : Linda Marsh (en) - Meilleure promotion pour l'entente internationale |
| Festival international du film de Saint-Sébastien 1964 | Coquille d'or du meilleur film                                                                | |
| Directors Guild of America Awards 1964                 |                                                                                               | Meilleur réalisateur : Elia Kazan |
| National Film Registry 2001                            | Sélectionné et conservé à la Bibliothèque du Congrès américain                                | |